# آهوی کوهی
آهوی کوهی گونه‌ای از سردهٔ آهوها است. این جانور بومی شبه‌جزیره عربستان و نواحی پیرامون آن است و پراکندگی آن در این مناطق وسیع اما تراکم آن بسیار کم است.
زیستگاه آهوی کوهی ارتباط نزدیکی با زیستگاه گونه‌های درخت اقاقیا دارد. این گونه با افزایش دمای هوا در دورهٔ متأخر عصر هولوسن بخش‌هایی از قلمرو خود را به جبیر، دیگر گونهٔ آهوها واگذار کرده که به‌خوبی برای زندگی در هوای گرم تکامل یافته است.

## ویژگی‌ها و اندازه‌ها
طول بدن و سر آهوی کوهی بین ۹۵ تا ۱۰۵ سانتی‌متر، ارتفاع شانه ۶۰ تا ۸۰، طول دُم ۱۵ تا ۲۰ سانتیمتر و وزن ایشان ۱۵ تا ۳۵ کیلوگرم (نرها ۱۷ تا ۳۵ کیلوگرم و ماده‌ها ۱۵ تا ۲۵ کیلوگرم) است. هر دو جنس دارای دو شاخ به عقب برگشته و تقریباً S شکلند که به فاصله ۲۵ میلی‌متر از یکدیگر روییده‌اند. شاخ ماده‌ها کوتاه (۸ تا ۱۵ سانتیمتر)، ضعیف و دارای حلقه‌های نامشخص است. شاخ نرها بلندتر (۲۲ تا ۲۹ سانتیمتر) ظریف و چنگی‌شکل است که به‌تدریج از یکدیگر دور شده و تنها انتهای آن‌ها به سمت داخل و جلو خم شده است. کارکرد شاخ‌ها در وهلهٔ اول دفاع در برابر شکارچیان است [مثلاً با ضربه زدن به دشمنان کوچکتر]. بینایی حس اصلی برای تشخیص شکارچی است و از بویایی بیشتر برای یافتن غذا استفاده می‌شود. گوشها نسبتاً کوتاهند.
رنگ بدن قهوه‌ای خاکستری یا شکاری تیره با یک ناحیهٔ مشخص روشن و نوارهای تیره پهلویی است که روی بینی در بیشتر موارد مشخص است.

## زیستگاه
آهوی کوهی بومی شبه‌جزیره عربستان، مصر، ایران، فلسطین، لبنان، اردن، عمان، عربستان سعودی، سوریه، یمن و امارات است.
شمار این جانور کمتر از ۱۵٬۰۰۰ رأس برآورد می‌شود که بیش از ۱۰٬۰۰۰ رأس از زیرگونهٔ G. g. cora، کمتر از ۳٬۰۰۰ از زیرگونهٔ بومی فلسطین G. g. gazella، کمتر از ۱٬۰۰۰ رأس از زیرگونهٔ بومی جزایر فاراسان در دریای سرخ G. g. farasani، کمتر از ۲۵۰ رأس از زیرگونهٔ G. g. muscatensis و ۱۹ رأس (در سال ۲۰۰۷) نیز از زیرگونهٔ در بحران انقراض G. g. acaiae است که در منطقهٔ محصوری در زیستگاه حیات وحش یوت‌واتا به‌سر می‌برند.
زیرگونهٔ ایرانی این آهو که تنها در جزیره فارور زندگی می‌کند و G. g. dareshurii (به نام بیژن فرهنگ دره‌شوری) نامیده می‌شود، در گذشته جبیر پنداشته می‌شد، اما تجزیه و تحلیل‌های محمود کرمی در دانشکده منابع طبیعی کرج و کالین گرووز در دانشگاه ملی استرالیا در کنبرا و در ایران در تابستان ۱۳۶۹، نشان داد که آن‌ها آهوی کوهی هستند.
زیستگاه این آهو نواحی کوهستانی و ناهموار، جنگل‌های تُنُک (به‌ویژه بلوط و کاج)، دشت‌ها، علف‌زارها و دشت‌های بیابانی سنگی است.
زیستگاه این آهو همچنین با زیستگاه گونه‌های مختلف اقاقیا منطبق است، چون توان جوانه‌زنی بذر درخت اقاقیا با گذر از دستگاه گوارش این حیوان افزایش می‌یابد و در نتیجه به گسترش اقاقیا منجر می‌شود.

## رفتار
آهوی کوهی روزگرد و به‌شدت قلمروطلب است. قلمرو آن‌ها با فاصلهٔ زیادی از یکدیگر جدا می‌شود. آن‌ها سه نوع گروه تشکیل می‌دهند: گله‌های مادر-فرزندی، گله‌های نرهای جوان و قلمرو نرهای تنها. نبرد بین آهوها با رسیدن نرها به بلوغ انجام می‌شود. البته نبرد نرهای همسایه بر سر قلمرو بیشتر نمایشی است و از خشونت کمتری نسبت به نبرد بر سر تصاحب ماده‌ها برخوردار است. نرهای نابالغ در جنگ‌ها، نسبت به نرهای بزرگسال یا صاحب قلمرو، بسیار بیشتر از شاخ خود بهره می‌جویند. آهوی کوهی در جستجوی غذا در مسافت‌های بیش از ۱۲۰ کیلومتری مهاجرت می‌کند. سرعت دوی این جانور بسیار بالاست و می‌تواند با سرعت ۸۰ کیلومتر در ساعت چندصد متر بدود.

## تولیدمثل
آهوی کوهی چندهمسر است. نرها علاقه دارند تا یک یا چند ماده را به همراه بچه‌هایشان در گروه‌های ۳ تا ۸ تایی جمع کنند. دورهٔ فحلی هر ۸ روز تکرار می‌شود و حدود ۱۲ تا ۲۴ ساعت طول می‌کشد و تا زمان حاملگی تکرار می‌شود. نرها و ماده‌ها با شرکای جنسی مختلفی می‌آمیزند. ماده‌ها معمولاً در هر فصل یک‌بار می‌زایند و در طول عمر خود به‌طور میانگین ۱۱ بره به دنیا می‌آورند.
فصل مطلوب جفت‌گیری اوایل زمستان است، هرچند در بهار و هر زمان که منابع غذایی فراوان باشد، رخ می‌دهد. وزن نوزادان معمولاً ۱۱–۱۲٪ وزن مادر است. بره‌ها به فاصلهٔ کوتاهی از تولد می‌ایستند و تا چند هفته از تیمار مادر برخوردارند. از ۳ تا ۶ هفتگی خوردن غذای جامد را آغاز می‌کنند ولی شیرنوشی ممکن است تا ۳ ماه ادامه یابد. نرها در مراقبت از بچه‌ها مشارکت نمی‌کنند و در نتیجه مادرها و کودکانشان گله‌های مادر-فرزندی را شکل می‌دهند. ماده‌های جوان ممکن است پیش مادر بمانند ولی نرهای جوان در حدود شش ماهگی از مادر جدا می‌شوند و به گله‌های نرهای جوان می‌پیوندند. ماده‌ها در ۱۸ ماهگی به بلوغ جنسی و رشد کامل جسمی می‌رسند اما نرها در حدود ۳ سالگی به این مرحله می‌رسند. در طبیعت به‌ندرت طول عمرشان از ۸ سال فرا می‌رود. اما در اسارت ممکن است ۱۲ تا ۱۵ سال عمر کنند.

## وضعیت حفاظتی
آهوی کوهی در فهرست سرخ اتحادیه بین‌المللی حفاظت از محیط زیست (ردهٔ آسیب‌پذیر) قرار دارد. آنها با کاهش زیستگاه خود بر اثر فعالیت‌های انسانی تهدید می‌شوند، افزایش استفاده از مراتع برای چرای دام و نابودی جنگل‌ها برای کشاورزی، ورود گونه‌های غیربومی مهاجم و شکار توسط انسان مهم‌ترین تهدید پیش روی این گونه است. شکارچی اصلی این گونه یوزپلنگ و انسان است. اما شکار توسط سیاه‌گوش، سگ‌های شکاری، کفتار، شغال، پلنگ، روباه قرمز و گرگ نیز مشاهده شده است. هیچ‌یک از این شکارچیان به‌جز انسان در حالت طبیعی تأثیری بر جمعیت این گونه ندارند.